# 劉淶
劉淶（1522年—1574年），字子東，四川順慶府鄰水縣人，民籍，明朝人。

## 生平
第三子劉三才為四川鄉試解元，癸未科三甲第一百八名進士，任襄陽府推官三年，政績顯著，萬曆十三年（1585年）追贈襄陽府推官、承直郎。

劉淶守孝道，父亲去世后为体恤堂兄的遗孤和赡养母亲放弃考取功名。

不自私自利，在米价上涨的时候不随行就市的跟随乡里的人趁机涨米价。

亲睦乡邻，有一乡邻少年侵占他的田地，蒼頭愤愤不平，然而他无动于衷，笑著说終不能因为这点小事而伤乡邻和睦之义。

## 家族
五世祖劉壽，四世祖劉尚綸，父劉繼僊，母艾孺人，兄劉子澤，妻甘孺人，子劉三聘、劉三綱、劉三重、劉三才、劉三暘，孫劉仕賓、劉仕魁、劉仕光、劉仕盛、劉仕英。

劉淶族裔目前主要群居于四川省邻水县长安乡桂林漕大屋基、台子塆、水井塆、河堰口、小屋基、金垭、邻水龙桥乡马鞍山湾、龙桥乡姜上沟、龙桥乡罗家岭、龙桥乡拔耳岩、龙桥乡天星桥、龙桥乡千子万年、龙桥乡燕梁子、城北镇朱家垻、延胜乡洞沟、三古乡双丰、石永镇黄家垭口、柳塘乡李家欠、龙桥乡瓦厂湾、关河乡西河咀、古路乡逛岩寺、古路乡刘家湾、古路乡竹角滩、古路乡侯家庙、丰禾镇福利、 荆坪乡、同石乡、柳塘乡瓦木沟、柳塘乡辛家湾、袁市镇合口岩等地，邻水其它区域也有散居，劉淶祖辈刘价、刘金祖由湖广黄州府麻城县孝感乡水牛塘迁徙至川北道顺庆府邻水县桂林漕，地号龙井沟，宅名篾匠湾。
劉淶是“淶”字辈，价、金祖入川后第六代，入川族谱载四十字辈：价寿尚季圭、三仕应逢鼎、启志良心现、广发永长绵、宗强生贵子、圣王佑福卿、祖坐丰华地、万代庆兴隆。目前后裔从发字辈到子字辈都有在世。

## 墓葬
劉淶出生于嘉靖元年三月望日，逝世于萬曆二年仲春，在世五十三年，墓在飛鳳山之陽。